# Xã Black Wolf, Quận Ellsworth, Kansas
Xã Black Wolf (tiếng Anh: Black Wolf Township) là một xã thuộc quận Ellsworth, tiểu bang Kansas, Hoa Kỳ. Năm 2010, dân số của xã này là 79 người.